# Juan Carlos Navarro
Juan Carlos Navarro Feijoo (ur. 13 czerwca 1980 w Sant Feliu de Llobregat) – hiszpański koszykarz, narodowości katalońskiej. Obecnie gra w FC Barcelonie. Wielokrotny reprezentant Hiszpanii.

## Osiągnięcia
Na podstawie, o ile nie zaznaczono inaczej.

### NBA
- Zaliczony do II składu debiutantów NBA (2008)[4]
- Uczestnik Rising Stars Challenge (2008)

### Drużynowe
- Mistrz:
  - Hiszpanii (1999, 2001, 2003, 2004, 2009, 2011, 2012, 2014)
  - Euroligi (2003, 2010)
  - Katalonii (2000, 2001, 2004, 2009–2012)
  - Hiszpanii Juniorów (1998)
- Wicemistrz Hiszpanii (2000, 2007, 2010, 2013, 2015, 2016)
- Brąz Euroligi (2009, 2012, 2014)
- Zdobywca:
  - Pucharu Króla (2001, 2003, 2007, 2010, 2011, 2013, 2018)
  - Superpucharu Hiszpanii (2004, 2009, 2010, 2011, 2015)
  - Pucharu Koracia (1999)
- 4. miejsce w Eurolidze (2006, 2013)
- Finalista:
  - Pucharu Hiszpanii (2002, 2012, 2014, 2014)
  - Superpucharu Hiszpanii (2012–2014, 2016)

### Indywidualne
- MVP:
  - Euroligi (2009)
  - Final Four Euroligi (2010)
  - hiszpańskiej ACB (2006)
  - finałów:
    - ACB (2009, 2011, 2014)
    - turnieju Katalonii (2000, 2001)

  - Superpucharu Hiszpanii (2009, 2010, 2011)
  - miesiąca Euroligi (styczeń 2006, 2011, kwiecień 2010)
  - kolejki:
    - Euroligi (3, 21 – 2006/07,
    - ACB (4, 31 – 2012, 15 – 2013)

  - 4 spotkania play-off Euroligi (2009/10)
- Laureat nagrody:
  - Zawodnik Roku:
    - Mr Europa (2010)[5]
    - All-Europe (2009, 2010, 2011)

  - Sportowiec Roku Hiszpanii (2011)
- Zaliczony do:
  - I składu:
    - All-ACB Team (2006, 2007, 2009, 2010)
    - Euroligi (2006, 2007, 2009–2011)

  - II składu Euroligi (2012, 2013)
  - składu najlepszych zawodników dekady Euroligi:
    - 2001–2010
    - 2010–2020 (2020)[6]
- Lider:
  - strzelców:
    - Euroligi (2007)
    - finałów Euroligi (2010)

  - wszech czasów Euroligi w:
    - liczbie:
      - rozegranych spotkań
      - zdobytych punktów
      - celnych rzutów:
        - z gry
        - za 3 punkty
        - wolnych
- Uczestnik meczu gwiazd ACB (1999, 2001–2003)
- Klub FC Barcelona zastrzegł należący do niego numer 11 (2019)

### Reprezentacja Hiszpanii
Drużynowe
- Mistrz:
  - świata (2006)
  - Europy (2009, 2011)
  - świata U–19 (1999)
  - Europy U–18 (1998)
- Wicemistrz:
  - igrzysk olimpijskich (2008, 2012)
  - Europy (2003, 2007)
- Brązowy medalista:
  - mistrzostw Europy (2001, 2017)
  - igrzysk olimpijskich (2016)[7]
- Uczestnik:
  - mistrzostw:
    - świata (2002 – 5. miejsce, 2006, 2010 – 6. miejsce, 2014 – 5. miejsce)
    - Europy (2001, 2003, 2007, 2009, 2011)

  - igrzysk olimpijskich (2000 – 9. miejsce, 2004 – 7. miejsce, 2008, 2012, 2016)

Indywidualne
- MVP Eurobasketu (2011)
- Zaliczony do składu najlepszych zawodników Eurobasketu (2005, 2011)
- Lider Eurobasketu w skuteczności rzutów za 3 punkty (2007 – 55%)[8]